# Кривая постоянной ширины

Треугольник Рёло — кривая постоянной ширины. Стороны квадрата — опорные прямые: каждая сторона касается треугольника, но не пересекает его. Треугольник Рёло можно вращать, и при этом он всегда будет касаться каждой стороны квадрата; таким образом ширина треугольника (расстояние между двумя опорными прямыми) постоянна

Крива́я постоя́нной ширины́ {\displaystyle w} — плоская выпуклая кривая, длина ортогональной проекции (диаметр Фере) которой на любую прямую равна {\displaystyle w}.
Иными словами, кривой постоянной ширины называется плоская выпуклая кривая, расстояние между любыми двумя параллельными опорными прямыми которой постоянно и равно {\displaystyle w} — ширине кривой.

## Связанные определения
- Фигурой постоянной ширины называется фигура, граница которой является кривой постоянной ширины.

## Примеры

Многоугольники Рёло

Гладкая кривая постоянной ширины, построенная на базе треугольника и составленная из фрагментов шести сопряжённых окружностей. Ширина w = a + b − c +2y, где a, b, c – стороны треугольника (a, b > c, y > 0)

Фигурами постоянной ширины, в частности, являются круг и многоугольники Рёло (частный случай последних — треугольник Рёло). Многоугольники Рёло составлены из фрагментов окружностей и не являются гладкими кривыми. Из сопряжённых фрагментов окружностей можно построить и гладкую кривую постоянной ширины (рисунок справа), но дальнейшее увеличение гладкости кривой на этом пути невозможно.

## Функциональное представление
В отличие от приведенных выше простейших примеров, кривые постоянной ширины могут не совпадать с окружностью ни на каком конечном отрезке и быть везде сколь угодно гладкими. В общем виде фигура постоянной ширины {\displaystyle w} c опорной функцией {\displaystyle p(t)} задаётся параметрическими уравнениями
{\displaystyle x=p(t)\cos t-p'(t)\sin t,}
{\displaystyle y=p(t)\sin t+p'(t)\cos t,}

при условиях:
1. {\displaystyle w=p(t)+p(t+\pi ),}
2. полученная кривая является выпуклой.

Согласно элементарной тригонометрии, первому условию удовлетворяет ряд Фурье следующего вида:
{\displaystyle p(t)={\frac {w}{2}}+\sum \limits _{k=2}^{+\infty }a_{k}\cos \left((2k-1)t+\theta _{k}\right)}.
Если коэффициенты ряда убывают достаточно быстро, то результирующая кривая будет выпуклой (без самопересечений).
В частности, опорная функция {\displaystyle p(t)=9+\cos(3t)} порождает кривую постоянной ширины, для которой найдено неявное представление в виде уравнения для полинома 8-й степени
{\displaystyle (x^{2}+y^{2})^{4}-45(x^{2}+y^{2})^{3}-41283(x^{2}+y^{2})^{2}+7950960(x^{2}+y^{2})+16(x^{2}-3y^{2})^{3}}
{\displaystyle +48(x^{2}+y^{2})(x^{2}-3y^{2})^{2}+(x^{2}-3y^{2})x[16(x^{2}+y^{2})^{2}-5544(x^{2}+y^{2})+266382]-720^{3}=0.}
Эта кривая в окрестности любой точки является аналитической функцией либо от x, либо от y и ни в какой окрестности не совпадает с окружностью.

## Свойства
- У кривой постоянной ширины {\displaystyle w} длина равна {\displaystyle \pi w} (теорема Барбье).
- Центры вписанной и описанной окружностей кривой постоянной ширины совпадают, а сумма их радиусов равна ширине {\displaystyle w} кривой.
- Фигура постоянной ширины {\displaystyle w} может вращаться в квадрате со стороной {\displaystyle w}, всё время касаясь каждой из сторон.
- Среди всех фигур данной постоянной ширины треугольник Рёло имеет наименьшую площадь, а круг — наибольшую.
- Любую плоскую фигуру диаметра {\displaystyle w} можно накрыть фигурой постоянной ширины {\displaystyle w}.

## Применения
- Сверло, сделанное на основе треугольника Рёло, позволяет[4] сверлить почти квадратные отверстия (с неточностью примерно в 2 % от площади квадрата).
- Некоторые монеты имеют форму правильного многоугольника постоянной ширины. Так, на семиугольнике построены монеты достоинством 20[5] и 50 пенсов (Великобритания); 50 филсов (ОАЭ); 1 доллар (Барбадос); некоторые монеты Ботсваны[6] номиналом в 5 и 25 тхебе, 1 и 2 пулы. Форму 11-угольника постоянной ширины имеют канадские монеты номиналом в 1 доллар (известные как «луни»).
- Двигатель Ванкеля использует[5] в качестве поршня вращающийся внутри камеры треугольник Рёло, что позволяет сразу получать вращательное движение.
- Грейферные механизмы кулачкового типа в большинстве случаев строятся на основе плоского кулачка с профилем треугольника Рёло. Наиболее известные примеры: кинопроекторы «Луч» и «Украина»[5].

## Вариации и обобщения

Линзообразный Δ-двухугольник, вращающийся внутри равностороннего треугольника

- Фигуры постоянной ширины можно определить как выпуклые фигуры, способные вращаться внутри квадрата, одновременно касаясь всех его сторон. Можно также рассматривать фигуры, способные вращаться, касаясь всех сторон некоторого {\displaystyle n}-угольника, например, правильного {\displaystyle n}-угольника. Такие фигуры называются роторами[7].
  - Например, двуугольник, образованный пересечением двух одинаковых кругов с углом при вершине, равным {\displaystyle \pi /3}, является ротором равностороннего треугольника. Сверлом такой формы в принципе можно было бы сверлить треугольные отверстия без сглаженных углов.
  - Рассматривались фигуры вращающиеся внутри более общих фигур.[8]

- У фигур постоянной ширины существуют многомерные аналоги, смотри Тело постоянной ширины.